# Vollebekk Station
Vollebekk Station (Vollebekk stasjon) er en metrostation på Grorudbanen på T-banen i Oslo. Stationen ligger i Vollebekk i bydelen Bjerke mellem Risløkka og Linderud Stationer. Mod vest i retning mod Linderud fortsætter banen på en bro over vejen Lunden, og mod øst fortsætter den over jorden i retning mod Risløkka og sentrum. Der er adgang til stationen, der ligger lige nord for Østre Aker vei, fra Lunden.